# Thirriotova
Thirriotova (Pyrus communis 'Thirriotova') je ovocný strom, kultivar druhu hrušeň obecná z čeledi růžovitých. Plody jsou řazeny mezi odrůdy zimních hrušek, sklízí se v říjnu, dozrává v říjnu až listopadu, skladovatelné jsou do poloviny listopadu. Jiný český název je 'Ardenská', používaný je i název 'Thiriotova'.

## Historie

### Původ
Byla vyšlechtěna v roce 1858 v Ardenách, v ovocné školce v Charleville, ve Francii. V Československu byla odrůda povolena v roce 1954. Je málo rozšířená.

## Vlastnosti
Odrůda je cizosprašná. Vhodnými opylovači jsou odrůdy Konference, Clappova, Williamsova.

### Růst
Růst odrůdy je bujný později střední. Habitus koruny je široce pyramidální.

## Plodnost
Plodí časně, hojně a obvykle pravidelně, pokud není plodnost nadměrná.

## Plod
Plod je tupě kuželovitý, střední. Slupka hladká, žlutozeleně zbarvená s červeným líčkem na osluněné straně. Dužnina je bílá, jemná, se sladce navinulou chutí, dobrá.

## Choroby a škůdci
Odrůda je považována za dostatečně odolnou proti strupovitosti a středně odolnou proti namrznutí.

## Použití
Dlouhé stopky poškozují plody při přepravě. Odrůdu lze použít do všech poloh na stanoviště zásobené vláhou.